# Jens Cajuste
Jens-Lys Michel Cajuste (* 10. August 1999 in Göteborg) ist ein US-amerikanisch-schwedischer Fußballspieler, der als Leihspieler der SSC Neapel bei Ipswich Town unter Vertrag steht.

## Karriere

### Verein
Jens Cajuste wurde in Göteborg als Sohn eines US-Amerikaners haitianischer Abstammung und einer Schwedin geboren und übersiedelte 2005 im Alter von sechs Jahren mit seiner Familie nach China, wo sie zuerst in Luoyang und später in Peking lebten. In der chinesischen Hauptstadt begann er bei Sports Beijing Fußball zu spielen und lief anschließend auch für Yu Ye Beijing auf. Nach vier Jahren kehrte die Familie Cajuste wieder nach Göteborg zurück, wo er für den Guldhedens IK spielte, bevor er in die Nachwuchsabteilung von Örgryte IS wechselte.
Dort wurde er zum Ende des Spieljahres 2016 erstmals in die erste Mannschaft des Zweitligisten beordert. Am 17. Oktober 2016 (27. Spieltag) debütierte er bei de 1:4-Auswärtsniederlage gegen IK Sirius in der Superettan, als er in der 87. Spielminute für Rasmus Andernil Bozic eingewechselt wurde. Auch in den verbleibenden zwei Ligaspielen der Saison kam er zum Einsatz. In der folgenden Spielzeit 2017 kam er nur in drei Ligaspielen zum Einsatz und musste mit dem Verein als Viertletzter in die Relegation. In zwei Spielen gegen den Mjällby AIF konnte die Ligazugehörigkeit mit einem Gesamtergebnis von 4:3 zu Gunsten von Örgryte IS gesichert werden. Cajuste stand dabei in beiden Partien auf dem Platz. Am 30. Dezember 2017 verlängerte Cajuste seinen auslaufenden Vertrag bis zum Ende des Jahres 2018. Im nächsten Spieljahr 2018 wurde er bereits regelmäßig eingesetzt und absolvierte bis zu seinem Wechsel acht Ligaspiele. In seinem letzten Einsatz am 12. Juni 2018 (12. Spieltag) beim 4:4-Unentschieden gegen die GAIS Göteborg bereitete er zwei Tore seiner Mannschaft vor.
Zur Spielzeit 2018/19 wechselte Cajuste zum dänischen Verein FC Midtjylland. Der Erstligist entrichtete dafür eine Ausbildungsentschädigung in Höhe von 1,8 Millionen schwedischen Kronen und stattete den talentierten Mittelfeldspieler mit einem Fünfjahresvertrag aus. Er spielte vorerst für die Reservemannschaft. Sein Debüt in der höchsten dänischen Spielklasse bestritt er am 26. August 2018 (7. Spieltag) beim 3:0-Heimsieg gegen den Randers FC, als er in der 79. Spielminute für den erfahrenen Tim Sparv eingewechselt wurde. In dieser Saison kam er nur in einem weiteren Ligaspiel der ersten Auswahl zum Einsatz und sammelte hauptsächlich in der Reserve Einsatzzeit. Doch dank eines Pokaleinsatzes in der 3. Runde hatte er einen kleinen Anteil am Gewinn des dänischen Pokals und auch bei der A-Junioren-Meisterschaft des Verein spielte er in einer Partie mit. In der nächsten Spielzeit 2019/20 wurde er regelmäßig von Cheftrainer Brian Priske berücksichtigt. Am 21. Oktober 2019 (13. Spieltag) erzielte er beim 2:1-Heimsieg gegen den Randers FC sein erstes Tor in der Superligaen. In dieser Saison bestritt er 24 Ligaspiele, in denen ihm ein Treffer gelang. Mit den Ulvene gelang ihm der Gewinn der nationalen Meisterschaft. In der Folgesaison kam er dann auch erstmals in der Champions League, u. a. gegen den FC Liverpool und Ajax Amsterdam, zum Einsatz. Nachdem sich seine Spielzeiten in der Saison 2021/22 wegen Verletzungen minimierten, wechselte Cajuste in der Winterpause für eine Ablösesumme von 10 Millionen Euro zum französischen Verein Stade Reims in die Ligue 1. Im Sommer 2023 wechselte er nach Italien zum SSC Neapel. Im August 2024 wurde er an Ipswich Town verliehen.

### Nationalmannschaft
Jens Cajuste ist US-amerikanisch-schwedischer Doppelstaatsbürger, kann aber derzeit nur für den Svenska Fotbollförbundet auflaufen. Dies rührt davon, dass weder Cajuste noch seine Eltern oder Großeltern in den Vereinigten Staaten geboren wurden. Sein auf Haiti geborener Vater wurde nur eingebürgert. Da er bisher auch noch keine zwei aufeinanderfolgenden Jahre in den USA gelebt hat, ist er gemäß den Statuten der FIFA für keine Auswahlmannschaft der United States Soccer Federation spielberechtigt.
Von September bis November 2019 spielte Jens Cajuste dreimal für die schwedische U21-Nationalmannschaft. Im November 2020 debütierte er im A-Nationalteam. Mit der schwedischen Auswahl erreichte er bei der Europameisterschaft 2021 das Achtelfinale, wo Schweden gegen die Ukraine ausschied. Cajuste kam aber nur zu einem sechsminütigen Kurzeinsatz beim torlosen ersten Gruppenspiel gegen Spanien.

## Erfolge
FC Midtjylland
- Dänischer A-Junioren-Meister: 2019
- Dänischer Pokalsieger: 2019
- Dänischer Meister: 2020